# Biblioteka 2.0
Biblioteka 2.0 – model biblioteki, w którym realizacja tradycyjnych procesów bibliotecznych, projektowanie i udostępnianie nowych usług informacyjnych oraz kształtowanie jej zasobu dokonywane jest w ścisłej współpracy bibliotekarzy i czytelników.
Tworzenie i rozwój biblioteki w modelu 2.0 możliwy jest dzięki interaktywnym właściwościom zastosowanych w niej nowych technologii komunikacyjnych, umożliwiających uczestnictwo szerokiej rzeszy użytkowników w społecznym, masowym i globalnym wytwarzaniu treści kulturowych.
Biblioteka 2.0 to także nazwa zmodernizowanej formy usług bibliotecznych. Pojęcie to odzwierciedla zmiany w świecie biblioteki w ten sposób, że usługi biblioteczne są dostarczane przez samych użytkowników.
W koncepcji Biblioteki 2.0 usługi biblioteczne są często oceniane i aktualizowane do zmieniających się potrzeb użytkowników biblioteki. Biblioteka 2.0 namawia również biblioteki, aby zachęcały użytkowników do udziału i opiniowaniu prac biblioteki w zakresie rozwoju i utrzymania usług bibliotecznych. Aktywny i uprawniony użytkownik biblioteki jest ważnym elementem Biblioteki 2.0. Na podstawie stałej i szybkiej wymiany informacji i idei płynącej w obu kierunkach - od biblioteki do użytkownika i od użytkownika do biblioteki - usługi biblioteczne mają możliwość stałego rozwoju i doskonalenia. Użytkownik jest uczestnikiem, współtwórcą, budowniczym i konsultantem biblioteki 2.0.